# باشتيل
باشتيل (بالإنجليزية: Bachtel)‏ هو أحد جبال سلسلة جبال الألب أبينزيل ويقع في كانتون زيورخ في سويسرا. يحتل المرتبة رقم 439 في قائمة جبال سويسرا من حيث الارتفاع، إذ يبلغ ارتفاعه حوالي 1115 متر، بينما يبلغ ارتفاع نتوء الجبل 358 متر.